# Прико, Сидор
Сидор Прико (род. 4 февраля 1886, умер в 1939 ) — сенатор 2-й каденции (1928—1930), избранный по списку ББВР от Полесского воеводства, крестьянин Давид-Городка на Полесье, глава гмины Хорск .
Был православным верующим, военным чиновником русской армии.
В 1939 году был арестован органами НКВД и вывезен вглубь СССР .

## Внешние ссылки
- Сидор Прико